# Andreas Holmberg (Bischof)

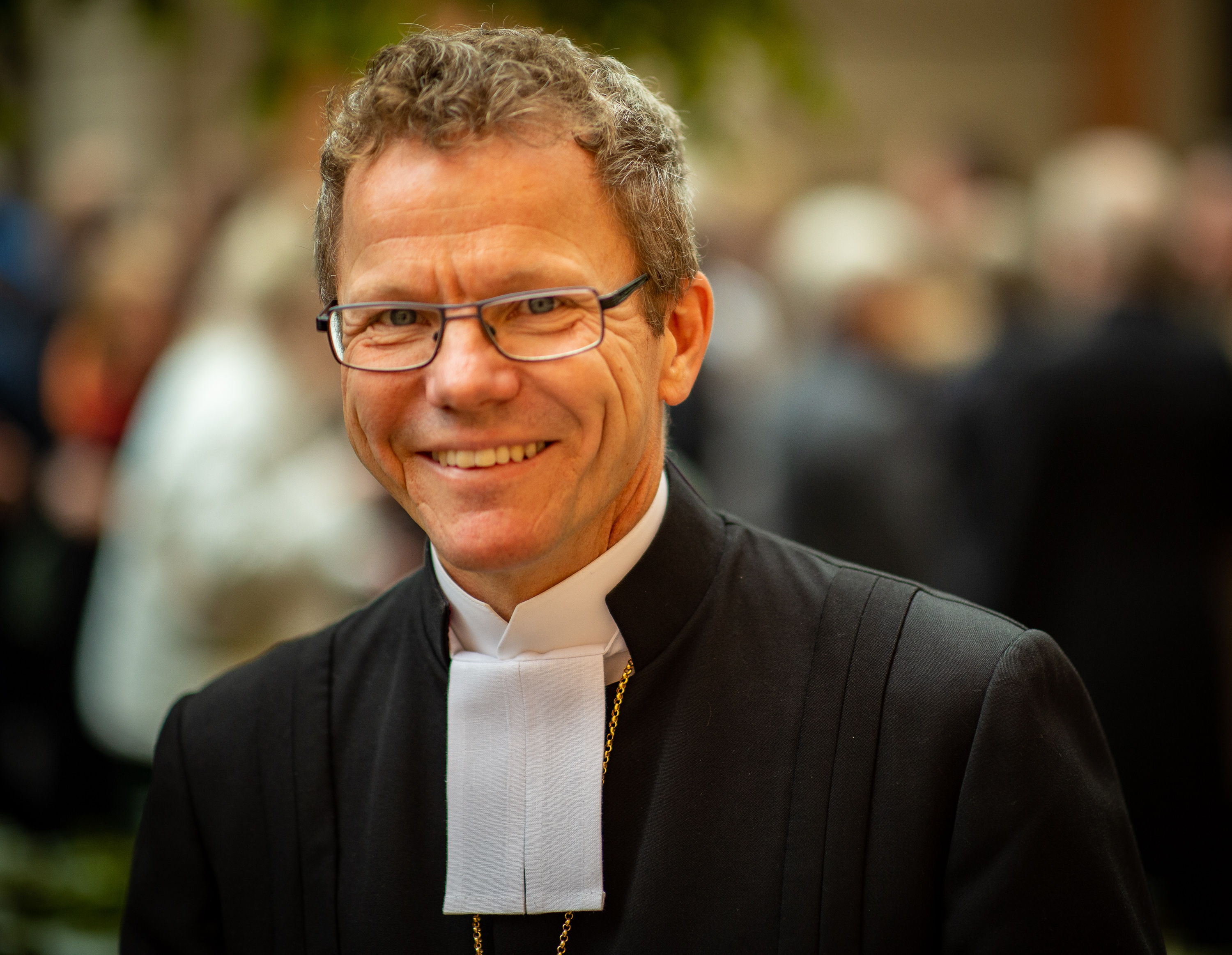
Andreas Holmberg

Bengt Andreas Holmberg (* 22. Dezember 1966 in Lund) ist ein lutherischer Geistlicher und seit 2019 Bischof von Stockholm der Schwedischen Kirche.

## Leben
Holmberg ist der Sohn des Theologen Bengt Holmberg, der von 2000 bis 2007 Professor für Neues Testament an der Universität Lund war. Andreas Holmberg wuchs in Lund, Tansania und Göteborg auf. Er studierte in Uppsala Theologie und wurde 1993 in der Kirche von Schweden ordiniert. Danach arbeitete er als Gemeindepfarrer in Schweden und als Lehrer für die Evangelisch-Lutherische Kirche in Tansania. Nach seiner Rückkehr war er für das Bistum Stockholm tätig und promovierte 2019 mit einer Dissertation unter dem Titel Kyrka i nytt landskap („Kirche in neuer Landschaft“) über Gemeinden in einem multikulturellen und multireligiösen Umfeld.
Am 5. März 2019 wurde er zum Bischof der Schwedischen Kirche für das Bistum Stockholm gewählt. Die Bischofsweihe durch die Erzbischöfin von Uppsala, Antje Jackelén, fand am 22. September 2019 im Dom zu Uppsala statt.